# Ворскла (жіночий футбольний клуб)
ЖФК «Ворскла» — український жіночий футбольний клуб з Полтави. Офіційно є правонаступником титулованого футбольного клубу  «Житлобуд-2» , що багато років представляв місто Харків.
Виступає в Вищій лізі чемпіонату України серед жінок.
Багаторазовий Чемпіон України та
володар Кубка України.

## Історія клубу
Жіночу футбольну команду, що згодом увійшла до структури «Житлобуду-2», було засновано 2004 року. Уже за рік харківські футболістки стали переможницями турніру серед дівчат 1991—1992 років народження, що відбувся в Севастополі під патронатом Міністерства освіти та науки України. 
Восени 2007 року тренер та директор команди Євген Погорєлов звернувся до керівництва провідної харьківської будівельної компанії ТДВ «Житлобуд-2» з проханням про підтримку команди та отримав згоду від Олександра Конюхова, який був там управляючим. Новостворений жіночий футбольний клуб отримав назву головного спонсора. Окрім будівельної компанії, було укладено договір про співпрацю з Харківським обласним вищим училищем фізичної культури та спорту, де футболістки «Житлобуду-2» мають змогу здобути освіту за спеціальністю «тренер-викладач» та по закінченні продовжити навчання на другому курсі Харківської державної академії фізичної культури або Харківського національного педагогічного університету імені Григорія Сковороди.
У сезоні 2008—09 «Житлобуд-2» брав участь у змаганнях Вищої ліги чемпіонату України з футзалу, посівши підсумкове п'яте місце. Того ж року футболісток команди почали запрошувати до юнацької та молодіжної збірних України. Упродовж 2010—2012 років клуб доволі успішно змагався в різноманітних турнірах обласного та національного значення.
2012 року «Житлобуд-2» вперше стартував у Вищій лізі чемпіонату України, посівши за підсумками сезону сьоме місце. Наступного року харківським футболісткам вдалося на дві позиції покращити попереднє досягнення та здобути «золото» чемпіонату України серед юніорок , а в чемпіонаті 2014 року гравчині «Житлобуду-2» спромоглися скласти гідну конкуренцію лідеру українського футболу, «Житлобуду-1», набравши однакову кількість очок та поступившись першим місцем лише за додатковими показниками.
2015 року команда «Житлобуд-2» виграла I Зимовий кубок України, а також посіла третє місце в IV Зимовій першості України та у Вищій лізі чемпіонату країни серед жінок.
На початку 2016 року команда стала переможцем V Всеукраїнської Зимової першості України серед жіночих футбольних команд, а в листопаді завоювала «золото» Чемпіонату України 2016 серед жіночих команд Вищої ліги.
У червні 2017 року «Житлобуд-2» вдруге став переможцем першості країни, посівши перше місце в перехідному Чемпіонаті України—2017 серед жіночих команд Вищої ліги.
У 2020 році головні нагороди України втретє в історії здобув ЖФК «Житлобуд-2», який цього разу перегнав свого головного переслідувача з Харкова.
Від дня свого заснування житлобудівки тричі ставали чемпіонками (2016, 2017, 2020), чотири рази здобували «срібло» (2014, 2018, 2019, 2021), а в 2015-му — «бронзу». В 2020-му та 2021-му роках команда завойовувала Кубок України.
У сезоні 2022—2023 команда заявилась до Чемпіонату України вже під назвою «Ворскла» Полтава.

## Виступи в єврокубках
| Сезон     | Змагання                        | Раунд                           | Результат    | Суперник      | Квал. |
| --------- | ------------------------------- | ------------------------------- | ------------ | ------------- | ----- |
| 2017–2018 | Ліга чемпіонів УЄФА серед жінок | Кваліфікаційний раунд (група 2) | 0–1          | Олімпія Клуж  |       |
| 2017–2018 | Ліга чемпіонів УЄФА серед жінок | Кваліфікаційний раунд (група 2) | 9–0          | Свонсі Сіті   |       |
| 2017–2018 | Ліга чемпіонів УЄФА серед жінок | Кваліфікаційний раунд (група 2) | 1–1          | Гіберніан     |       |
| 2020–2021 | Ліга чемпіонів УЄФА серед жінок | Кваліфікаційний раунд 1         | 9–0          | Алашкерт      |       |
| 2020–2021 | Ліга чемпіонів УЄФА серед жінок | Кваліфікаційний раунд 2         | 2–0          | Сараєво-2000  |       |
| 2020–2021 | Ліга чемпіонів УЄФА серед жінок | 1/16 фіналу                     | 2–1, 0–1 (г) | БІІК-Казигурт |       |
| 2022–2023 | Ліга чемпіонів УЄФА серед жінок | Кваліфікаційний раунд 1         | 5–0          | Ланчхуті      |       |
| 2022–2023 | Ліга чемпіонів УЄФА серед жінок | Кваліфікаційний раунд 1         | 2–0          | БІІК-Казигурт |       |
| 2022–2023 | Ліга чемпіонів УЄФА серед жінок | Кваліфікаційний раунд 2         | 1–1, 1–2     | Влазнія       |       |
| 2023–2024 | Ліга чемпіонів УЄФА серед жінок | Кваліфікаційний раунд 1         | 4–3 (дч)     | Флора         |       |
| 2023–2024 | Ліга чемпіонів УЄФА серед жінок | Кваліфікаційний раунд 1         | 3–0          | Осієк         |       |
| 2023–2024 | Ліга чемпіонів УЄФА серед жінок | Кваліфікаційний раунд 2         | 0–3, 1–6     | Рома          |       |
| 2024–2025 | Ліга чемпіонів УЄФА серед жінок | Кваліфікаційний раунд 1         | 5–0          | РФШ           |       |
| 2024–2025 | Ліга чемпіонів УЄФА серед жінок | Кваліфікаційний раунд 1         | 2–0          | Ференцварош   |       |
| 2024–2025 | Ліга чемпіонів УЄФА серед жінок | Кваліфікаційний раунд 2         | 0–1, 0–2     | Селтік        |       |

## Досягнення
Чемпіонат України:
 Чемпіон (6): 2016, 2017, 2020, 2023, 2024, 2025
 Віце-чемпіон: (4): 2014, 2018, 2019, 2021,
 Бронзовий призер: (1): 2015
Кубок України:
 Володар (5): 2020, 2021, 2022, 2023, 2025

## Рекорди
Чемпіонат України з футболу серед жінок
- Найбільша домашня перемога: 17 листопада 2017, вища ліга: «Житлобуд-2» (Харків) - «Атекс» (Київ) - 22:0;
- Найбільша гостьова перемога: 27 травня 2023, вища ліга: «Атекс» (Київ) - «Ворскла» (Полтава) - 0:23;

Кубок України з футболу серед жінок
- Найбільша перемога: 28 серпня 2023, 1/8 фіналу: «Атекс» (Київ) - «Ворскла» (Полтава) - 0:30[4];

Ліга чемпіонів УЄФА серед жінок
- Найбільша домашня перемога: 4 листопада 2020, кваліфікація: «Житлобуд-2» (Україна) - «Алашкерт» (Вірменія) - 9:0[5];
- Найбільша перемога на нейтральному полі: 28 серпня 2017, кваліфікація: «Свонсі Сіті» (Вельс) - «Житлобуд-2» (Україна) - 0:9[6];

## Склад команди
Станом на 29 квітня 2025  року за даними офіційного сайту клубу
| №  | Поз. | Нац.    | Гравець          |
| -- | ---- | ------- | ---------------- |
| 1  | ВР   | Україна | Харченко Ганна   |
| 18 | ВР   | Україна | Герасимчук Алла  |
| 23 | ВР   | Україна | САМСОН Катерина  |
| 2  | ПЗ   | Україна | ЛЕВИЦЬКА Тетяна  |
| 3  | ЗХ   | Україна | ДАВИДЕНКО Ганна  |
| 4  | ЗХ   | Україна | КОТИК Яна        |
| 15 | ЗХ   | Україна | ВОЙТ Каріна      |
| 17 | ЗХ   | Україна | КОРСУН Катерина  |
| 19 | ЗХ   | Україна | ШАЙНЮК Марина    |
| 26 | ЗХ   | Україна | АІЛІНКИЙ Наталія |
| 29 | ЗХ   | Україна | ПОДОЛЬСЬКА Ірина |
| 77 | ЗХ   | Україна | САВКА Аліна      |

| №  | Поз. | Нац.     | Гравець            |
| -- | ---- | -------- | ------------------ |
| 7  | ПЗ   | Україна  | КУЦЬ Марія         |
| 8  | ПЗ   | Україна  | КУМЕДА Анастасія   |
| 14 | ПЗ   | Україна  | КРАВЕЦЬ Аріна      |
| 16 | ПЗ   | Україна  | КОТЯШ Ірина        |
| 20 | ПЗ   | Вірменія | ОСІПЯН Ольга       |
| 21 | ПЗ   | Україна  | ТАРАСЮК Анастасія  |
| 27 | ПЗ   | Україна  | ТАЛЕБ Марія-Амель  |
| 9  | НП   | Україна  | РАДІОНОВА Вікторія |
| 10 | НП   | Україна  | КАЛІНІНА Яна       |
| 11 | НП   | Україна  | ЯНЧУК Поліна       |
| 22 | НП   | Україна  | КРАВЧУК Роксолана  |

## Відомі футболістки
Повний список гравців «Ворскли» («Житлобуда-2»), статті про яких містяться у Вікіпедії, дивіться тут.
- Яна Калініна — краща бомбардирка чемпіонатів України — 2014, 2020, 2021, 2023
- Віра Дятел — краща бомбардирка чемпіонату України — 2007
- Вероніка Андрухів — краща бомбардирка чемпіонату України — 2015
- Роксолана Кравчук — краща бомбардирка чемпіонату України — 2024
- Ія Андрущак
- Катерина Самсон
- Ірина Василюк
- Олена Ходирєва